# Liste des monuments historiques de Courtrai
Cette page regroupe l'ensemble des monuments classés de la ville de Courtrai regroupés en plusieurs sous-pages :
- Partie 1
- Partie 2
- Partie 3
- Partie 4
- Partie 5
- Partie 6